# Ismet Azizi
Ismet Azizi (Gnjilane, 1960) jeste albanski publicista sa teritorije Kosova i Metohije, profesor geografije, velikoalbanski aktivista, izdavač i vikipedijanac.

## Biografija
Diplomirao je na Prirodno-matematičkom fakultetu, smer geografiju na Univerzitetu u Prištini. Završio je postdiplomske studije javne uprave i diplomatije na AAB u Prištini.
Počeo je da piše početkom devedesetih za novine na teme Raške oblasti odnosno Sandžaka.
Azizi je osnivač i predsednik udruženja „Kosovo za Sandžak”, koje zvanično ima za cilj „intenziviranje veza, susreta i komunikacije u različitim oblastima između Sandžaka i kosovskih Albanaca”, a koje prema navodima udruženja „povezuje zajednička prošlost". Ovo udruženje promoviše prisnu saradnju Albanaca i Bošnjaka i takođe objavljuje propagandne članke na temu istorije i politike, u kojima se navodi da je „albanska zemlja” do Preševa do Niša, kako su „Srbi ukrali albansku istoriju”, da su mitropolit Amfilohije Radović, Milo Đukanović i Slobodan Miloševića albanskog porekla i slične nacionalšoviničke članke.
Aktivno se zalaže da "Sandžak uživa posebnu značajnu autonomiju, zasnovanu na pravu samoopredeljenja".
Kao istraživač Stare Raške ili Sandžaka, on organizuje predavanja na temu istorije Muslimana ili Bošanjaka sa ovog dela Srbije. Potpredsednik Bošnjačkog narodnog veća istoričar Esad Rahić napuštao je skupove u kojima je učestvovao Azizi. On smatra da je aktivista Azizi negator posebnosti Bošnjaka kao i da je agitovao pred popis.
Uzeo je učešća na nekoliko konferencija, skupova i simpozijuma, uključujući konferencije u kojima se u fokus stavljaju pojedini ratni zločini vojska Kraljevine Srbije i Kraljevine Crne Gore. Pojedine ratne zločine iz Drugog svetskog rata on u svojim publicističkim radovima pseudonaučno proglašava za „genocid”.
Vlasnik je portala Dardania Press.
Azizi je autor knjige: Aqif Blyta Kolos i Pazarit të Ri.
Azizi je autor knjige: Aćif ef. Hadžiahmetović Bljuta VELIKAN SANDŽAKA“ 

### Wikipedija
Administrator je na albanaskoj Wikipediji pod nadimkom Planeti.

## Izložbe
- Sandžak, istorija nacionalnog bola, Skadar[11]
- Sandžak, istorija nacionalnog bola, Tirana[12]
- Sandžak, istorija nacionalnog bola, Nacionalni istorijski muzej u Tirani[13][14]
- Sandžak, istorija nacionalnog bola, Lušnje[15]

## Odabrane publikacije
- Rahiq për betejën për Karanovcin e dikurshëm: Kraleva e sotme dikur ishte e shqiptarëve! (Rahić o bitki za nekadašnji Karanovac: Današnje Kraljevo je nekada pripadalo Albancima[16]
- Emër vendet (toponimet) tregues të denjë të autoktonisë shqiptare në Sanxhak (Nazivi mesta (toponimi) dostojni pokazatelji albanske autohtonosti u Sandžaku[17][18]
- Gjenocidi çnjerëzor serbo-malazez i Bihorit të Sanxhakut gjatë kërshëndellave ortodokse 1943 (Srpsko-crnogorski nehumani genocid nad Bijor Sandžakom za pravoslavni Božić 1943.)[19]
- U povodu 90. gidišnjice od srpsko-crnogorskog genocida nad Bošnjacima Šahovića[20]
- Qëndresa ndaj terrorit shtetëror serb në Kosovë e Sanxhak mes dy luftërave botërore (Otpor srpskom državnom teroru na Kosovu i Sandžaku između dva svetska rata)[21]
- Historia e shqiptarëve që e mbrojtën Sanxhakun nga çetnikët (Priča o Albancima koji su branil Sandžak od četnika)[22]
- Genocid u Bihorskoj Krajini[23]
- ZAJEDNIČKE PLEMENSKE PSIHOLOŠKE I ORGANIZACIJSKE KARAKTERISTIKE BRĐANA / MALISORA I STANOVNIKA SANDŽAKA I ŠIRE[24]
- Goranci Gore, ipak Goranci a ne Bošnjac
- Bashkëpunimi i partizanëve me çetnikët, për ta okupuara Sanxhakun (Partizanska saradnja sa četnicima radi okupacije Sandžaka) [25]
- Serbizimi në trojet shqiptare, përmes “hoxhallarëve” serbë e rusë (Posrbljavanje albanskih zemalja preko srpskih i ruskih sveštenika)[26]
- Eliminimi i autonomisë dhe ndarja e Sanxhakut mes Serbisë e Malit të Zi (Uništenje autonomije i podela Sandžaka između Srbije i Crne Gore)
- Sipas Mita Rakiqit, Kurshumlia ishte vend shqiptar (Prema Miti Rakiću Kuršumlija je bila arbanaška zemlja)[27]
- Povodom 77 godina od likvidacije Aćif efendije Bljute[28]
- Dardanija (Kosova i Sandžak) nikada nije bila država sa Srbijom[29]
- Kako su Albanci i Bošnjaci odbranili Novi Pazar od četnika[30]
- 79 godina od srpsko-crnogorskog genocida u bihosrkom kraju[31]
- Ambiciet e italianëve, gjermanëve, kroatëve dhe serbëve për tokat e Sanxhakut (Ambicije Italijana, Nemaca, Hrvata i Srba za sandžačke zemlje)[32]
- Shqiptarët në Sanxhakun Lindor rrezikoheshin nga sulmet dhe shfraosja çetnike (Albanci u Istočnom Sandžaku bili su ugroženi četničkim napadima i istrebljenjem)[33]
- Lëvizja e kufijve në Ballkan mund të shkaktojë Dejtonin e 2-të (Promene granica na Balkanu mogle bi da dovedu do Dejtona 2)[34]
- Vendimi i “Komisionit” jugosllav, që shpall Aqif Blytën kriminel lufte[35]
- A është i vdekur Aqif Blyta”
- Kaçaku që shpëtoi nga kral Nikola dhe Karagjorgje, por jo nga Ahmet Zogu”, “ Në prag të 90 vjetorit të gjenocidit në Shahoviq të Sanxhakut” (Kačak koji je pobegao od kralja Nikole i Karađorđa, ali ne i od Ahmeta Zogua“, „Uoči 90. godišnjice genocida u Šahovu u Sandžaku“)[36]
- Bilall Dreshaj (Dresheviq)  i njohur si Biko, ( 1910-1987) dhe Dervish Dreshaj (Dresheviq)  i njohur si Deko, ( 971-1981)[37]
- Reprezaljet, dhuna, shpërngulja, analfabetizmi faktorë të “lodhjes” së identitetit të peshterasve”[38]
- Çka i tha dhe çka kërkoi Aqif Blyta nga gjenerali Eberhardt?[39][40]
- Salih Uglla, lahutar legjendar i Peshterit[41]
- Cvijiqi: Peshterasit janë të gjatë, vitalë, elastikë, syshqiponjë, të sojit të bukur...![42]
- Serbizimi në trojet shqiptare, përmes “hoxhallarëve” serbë e rusë[26]
- Me rastin e 150 vjetorit të lindjes së Avdo Mexhedoviqit – Homerit të Ballkanit[43]
- Vendimi i “Komisionit” jugosllav, që shpall Aqif Blytën kriminel lufte.[44]
- Kur Çubriloviqi i “çmonte” vlerat shqiptare![45]
- Çka i tha dhe çka kërkoi Aqif Blyta nga gjenerali Eberhardt?[39]
- Vendbanimet shqiptare në Srem, të krijuara nga sanxhaklinjtë![46][47]
- Historia e lashtë shqiptare e Peshterit[48][49]
- Heqja e autonomisë dhe ndarja e Sanxhakut mes Serbisë dhe Malit të Zi[50]
- Arnautllëku i Dimitrije Rakiqit: Toplicën, Pusta Rekën, Gollakun dhe Jabllanicën e atëhershme, të sapo okupuar nga ushtria serbe, Dimitrije "Mita" Rakiqi quajti Arnautllëk (Shqipëri). Me hyrjen e trupave serbe në këto treva , Arnautllakën, e emërtoi me emër të ri, Serbia e Re....[51]
- Zgjimi i shqiptarëve të Sanxhakut dhe implikimet për çlirimin e tij nga represioni serb[52]
- Lugina e Preshevës: nga e kaluara e dhimbshme drejt bashkimit me Kosovën dhe Shqipërinë[53]
- I. Azizi, "Roli i Hasan Zvizdiqit në mbrojtje të Sjenicës nga partizanët në dhjetor të vititi 1941, Revista "Shenja" Shoqata kulturore VIZION M Shkup, nr. 123, Viti XI, korrik 2020. faqe 36-39[54]
- I. Azizi, "Shaban Polluzha, mulla Zeke Berdyna dhe mulla Jakup efendiu"[55]
- Dy dokumente të vitit 1935, që i paraprijnë elaboratit të Çubrilloviqit[56][57]
- Vrasja e mbrojtësve të Sanxhakut, Aqif Blytës dhe Ahmet Dacit: Nuk do të më harrojnë fëmijët e Pazarit të Ri[58]
- Vrasja e 4.700 shqiptarëve për një natë, mes tyre 2.000 fëmijë[59]